# Drive-by-Shooting
Der englische Begriff Drive-by-Shooting (umgangssprachlich auch nur Drive-by) stammt aus den USA und bezeichnet einen Anschlag auf eine oder mehrere Personen mit Feuerwaffen aus einem am Tatort vorbeifahrenden Fahrzeug. Es gibt keinen äquivalenten Begriff in der deutschen Sprache.
Das Los Angeles Police Department definiert Drive-by-Shooting als „a gang-related or gang-motivated incident in which the suspect (or suspects) discharges a firearm from a vehicle and causes a homicide, attempted murder, or felonious assault or shoots into an inhabited dwelling“ (deutsch: „einen bandenbezogenen Vorfall, bei dem der Verdächtige (oder die Verdächtigen) eine Schusswaffe von einem Fahrzeug aus abfeuern und einen Totschlag, versuchten Mord oder verbrecherischen Angriff verursachen oder in bewohnte Behausungen schießen“).

## Beispiele

### 1920er Jahre: Chicago und New York
Eine besondere Variante einer solchen Aktion stellt es dar, wenn das Opfer selbst in einem Fahrzeug unterwegs ist und versucht zu entkommen. Involviert in ein derartiges Vorgehen war das Chicago Outfit; so wurde am 25. Mai 1925 Angelo Genna (Genna-Familie) Opfer eines solchen Attentats. Dieses stellt vermutlich einen der dramatischsten Vorfälle dieser Art dar, die es je gegeben hat. Angelo Genna erwiderte aus dem fahrenden Wagen heraus das Feuer auf die Verfolger. Die Kollision seines Fahrzeugs mit einer Laterne wurde ihm zum Verhängnis, da er dort dem weiteren Kugelhagel hilflos ausgeliefert war.
1927 wurde Jacob Orgen im Vierten „Labor Slugger War“ mit dieser Methode ermordet; sein Leibwächter Jack Diamond wurde verwundet. Am 1. Juli 1928 wurde Frankie Yale auf ähnliche Weise in seinem Auto erschossen. Dieser Mord war die erste Tat in New York, bei der wie in Chicago eine Thompson-Maschinenpistole eingesetzt wurde.

### Beispiele aus jüngerer Zeit
Auch prominente Rapper wurden zu Verbrechensopfern in den USA. 1996 wurde Tupac Shakur in Las Vegas Opfer eines Drive-by-Shootings.  1997 wurde The Notorious B.I.G. auf die gleiche Weise in Los Angeles erschossen. 2001 wurde der Bassist Mooseman Opfer einer Schießerei im Vorbeifahren.  2004 starb der Rapper Mac Dre ebenfalls durch einen Anschlag dieser Art, wie auch am 1. Januar 2007 der NFL-Spieler Darrent Williams. 2012 starb der georgische General Roman Dumbadse in Moskau durch ein Drive-by-Shooting mit einem Motorrad.  Am 23. Mai 2014 wurden beim Amoklauf von Isla Vista im US-Bundesstaat Kalifornien sechs Menschen durch mehrere Drive-Bys eines jungen Mannes getötet und sieben weitere schwerverletzt.

## Adaptionen

### Filme und Serien
Drive-by-Shootings tauchten schon früh in der Filmgeschichte auf und sind seither – wie auch Verfolgungsjagden – ein beliebter Bestandteil in Kriminalfilmen und Agententhrillern.
Insbesondere sind zu erwähnen:
- 1933 Das Testament des Dr. Mabuse von Fritz Lang.[13]
- 1967 Eins, zwei, drei – Wer hat den Ball (Something Nasty In The Nursery), Folge 114 (Staffel 5, Folge 14) der Serie Mit Schirm, Charme und Melone ("The Avengers); Abwehragent John Steed wird von einem fahrenden Elektrorollstuhl aus beschossen.

### Computerspiele
Eine Mischung aus Rennspiel und Shoot ’em up, bei der während der Fahrt auf Gegner geschossen wird, ist dem Computerspielgenre „Vehicular-combat“ zuzuordnen. Meist ist diese Spielmechanik in Open-World-Spielen möglich, die das Benutzen von Fahrzeugen unterstützen, wie beispielsweise in den Spieleserien wie Grand Theft Auto, Saints Row oder Mafia. Wird die Fahrt vom Computer übernommen und der Spieler übernimmt lediglich das Schießen, wird auch von einem Rail Shooter gesprochen.